# IBM Spectrum Protect
IBM Spectrum Protect és un gestor de backups que va néixer l'any 1988 de la mà d'IBM. El projecte es denominava Tivoli Storage Manager fins a l'any 2015, quan IBM va decidir canviar el nom per motius de renovació d'imatge.
Té una estructura basada en client-servidor.
No és compatible amb totes les aplicacions de negoci presents al mercat. Tot i així, IBM ven altres productes per cobrir algunes de les seves carències. Per exemple, per fer un backup de Microsoft SharePoint (plataforma de col·laboració empresarial) s'ha d'adquirir DocAve d'Avepoint.